# メタノサルシナ-フェナジンヒドロゲナーゼ
メタノサルシナ-フェナジンヒドロゲナーゼ（methanosarcina-phenazine hydrogenase）は、次の化学反応を触媒する酸化還元酵素である。
H2 + 2-(2,3-ジヒドロペンタプレニルオキシ)フェナジン {\displaystyle \rightleftharpoons } 2-ジヒドロペンタプレニルオキシフェナジン
反応式の通り、この酵素の基質はH2と2-(2,3-ジヒドロペンタプレニルオキシ)フェナジン、生成物は2-ジヒドロペンタプレニルオキシフェナジンである。
組織名はhydrogen:2-(2,3-dihydropentaprenyloxy)phenazine oxidoreductaseで、別名にmethanophenazine hydrogenase、methylviologen-reducing hydrogenaseがある。